# Södra Vissboda naturreservat
Södra Vissboda naturreservat är ett naturreservat i Lekebergs kommun i Örebro län.
Området är naturskyddat sedan 2024 och är 8 hektar stort. Reservatet ligger nordväst om Fjugesta och består av barr- och blandskog på kalkberggrund samt en bäck.